# Saint Augustin et Alypius reçoivent la visite de Ponticianus
Saint Augustin et Alypius reçoivent la visite de Ponticianus  est un tableau  de  Nicolò di Pietro, datant de 1414-1415, conservé au musée des Beaux-Arts de Lyon depuis 2009.

## Histoire
Le panneau (par sa taille) est clairement un des éléments d'une prédelle narrant les épisodes de la vie du saint ; cette dernière était la partie basse d'un retable, celui de l'église des Augustins de Pesaro, mis en place lors de sa rénovation en 1413. Le panneau présent était placé, selon les reconstitutions probables, sous le panneau de Saint Paul.

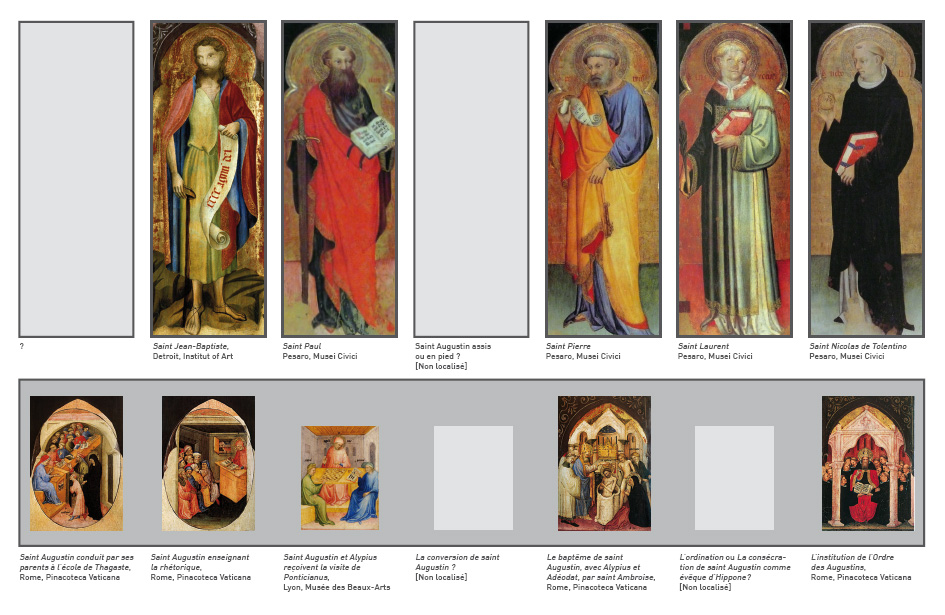
Retable reconstitué.

Autres éléments connus de la prédelle du polyptyque de Saint-Augustin de Pesaro
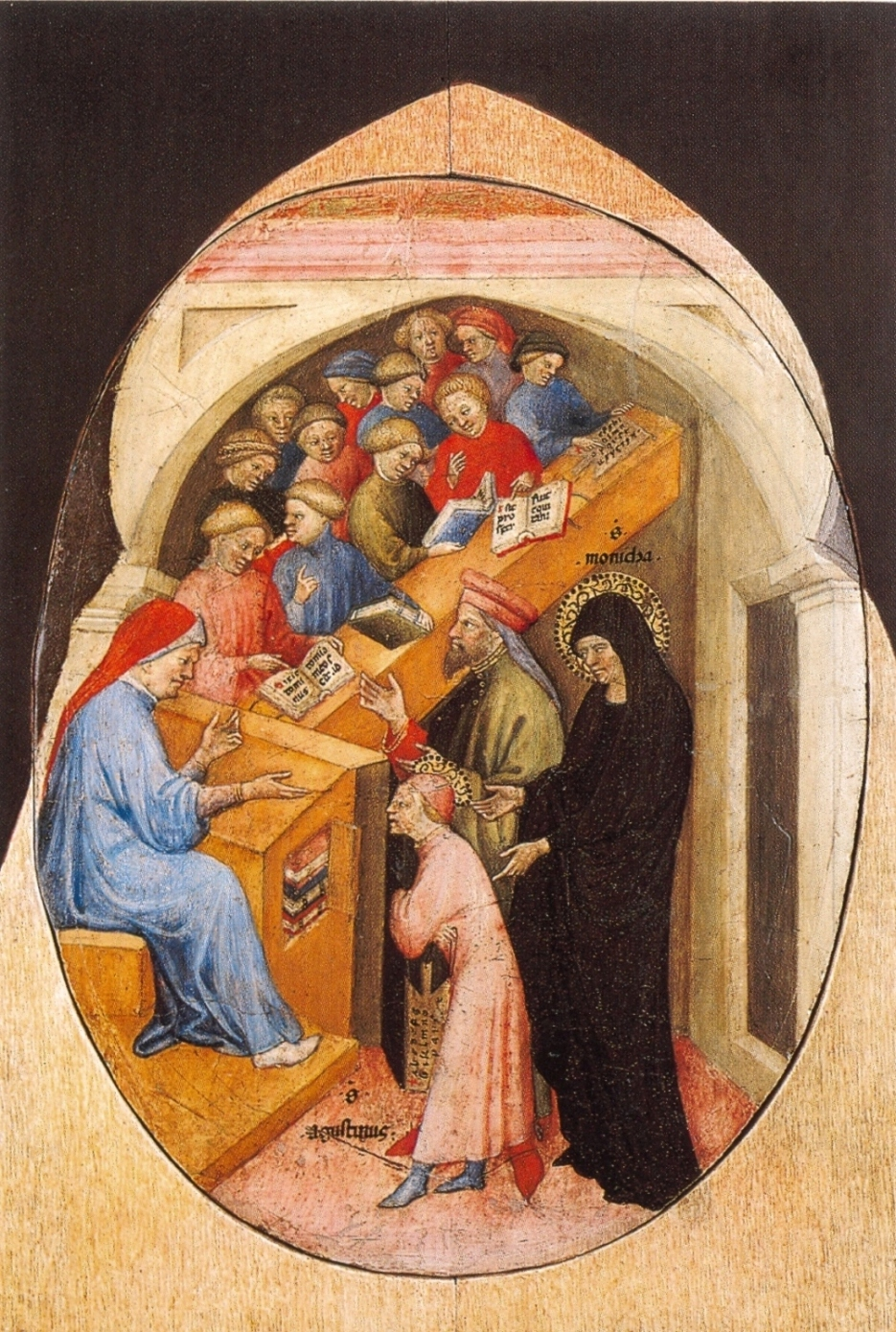
Vatican
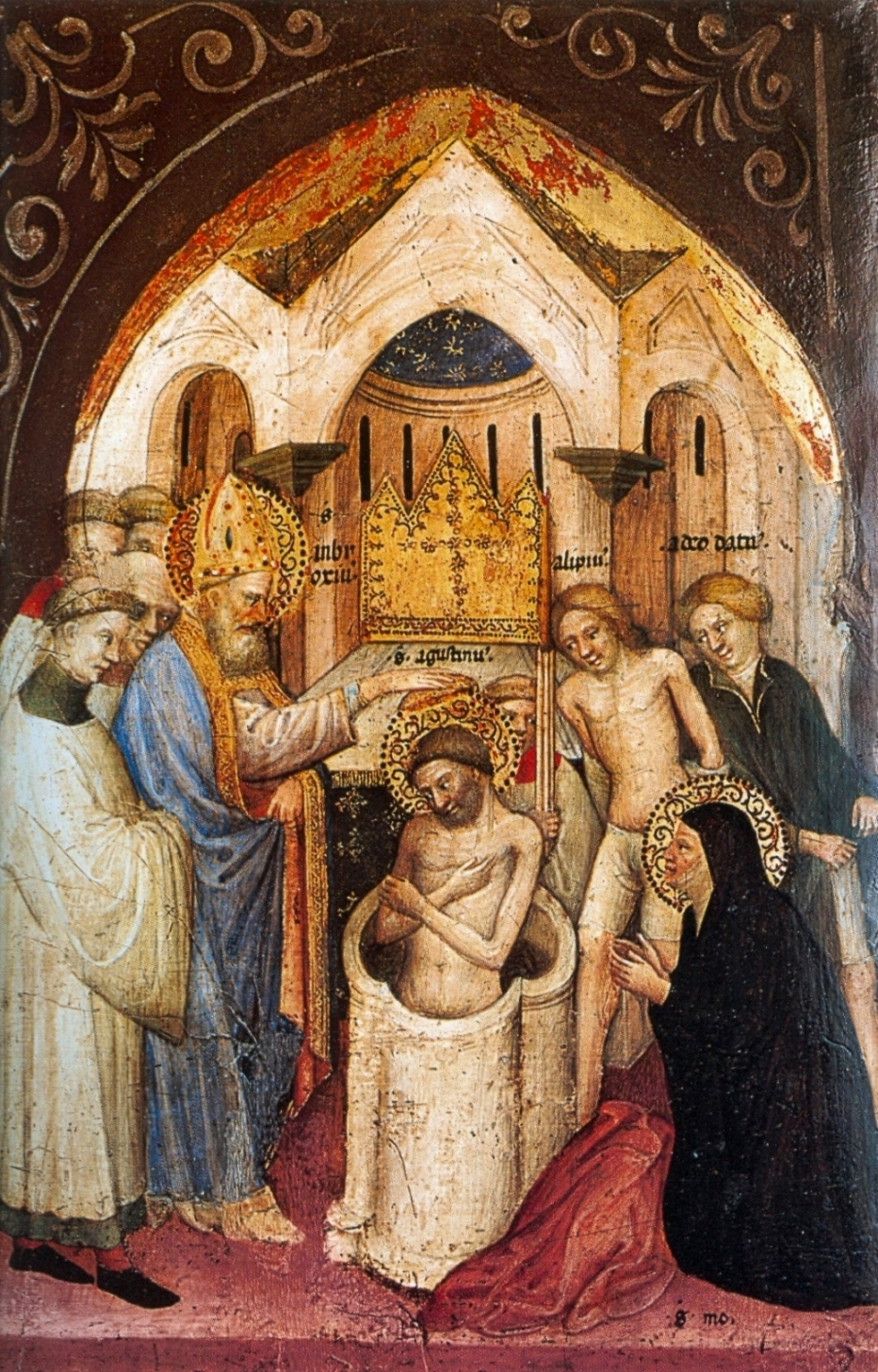
Vatican
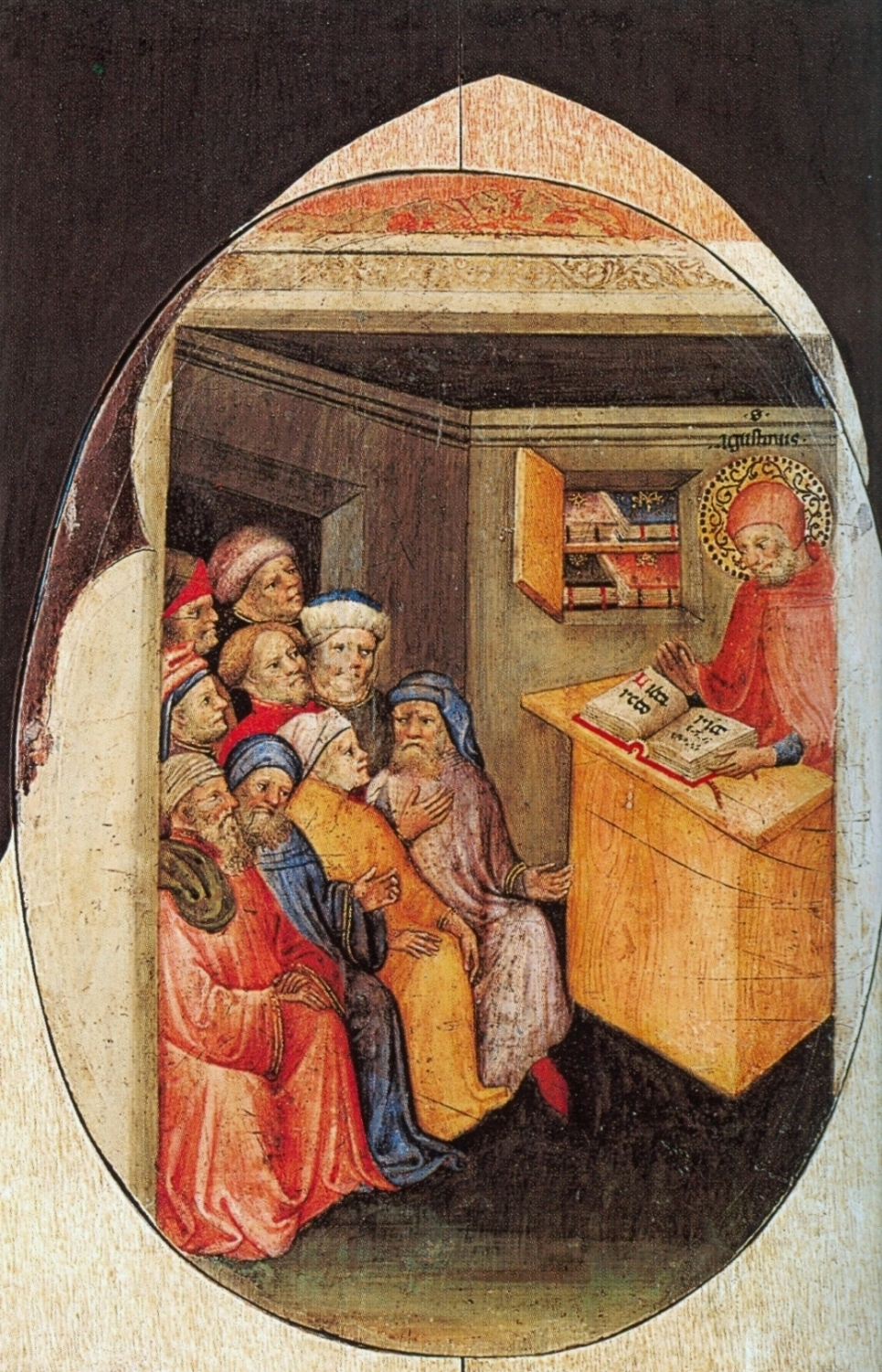
Vatican
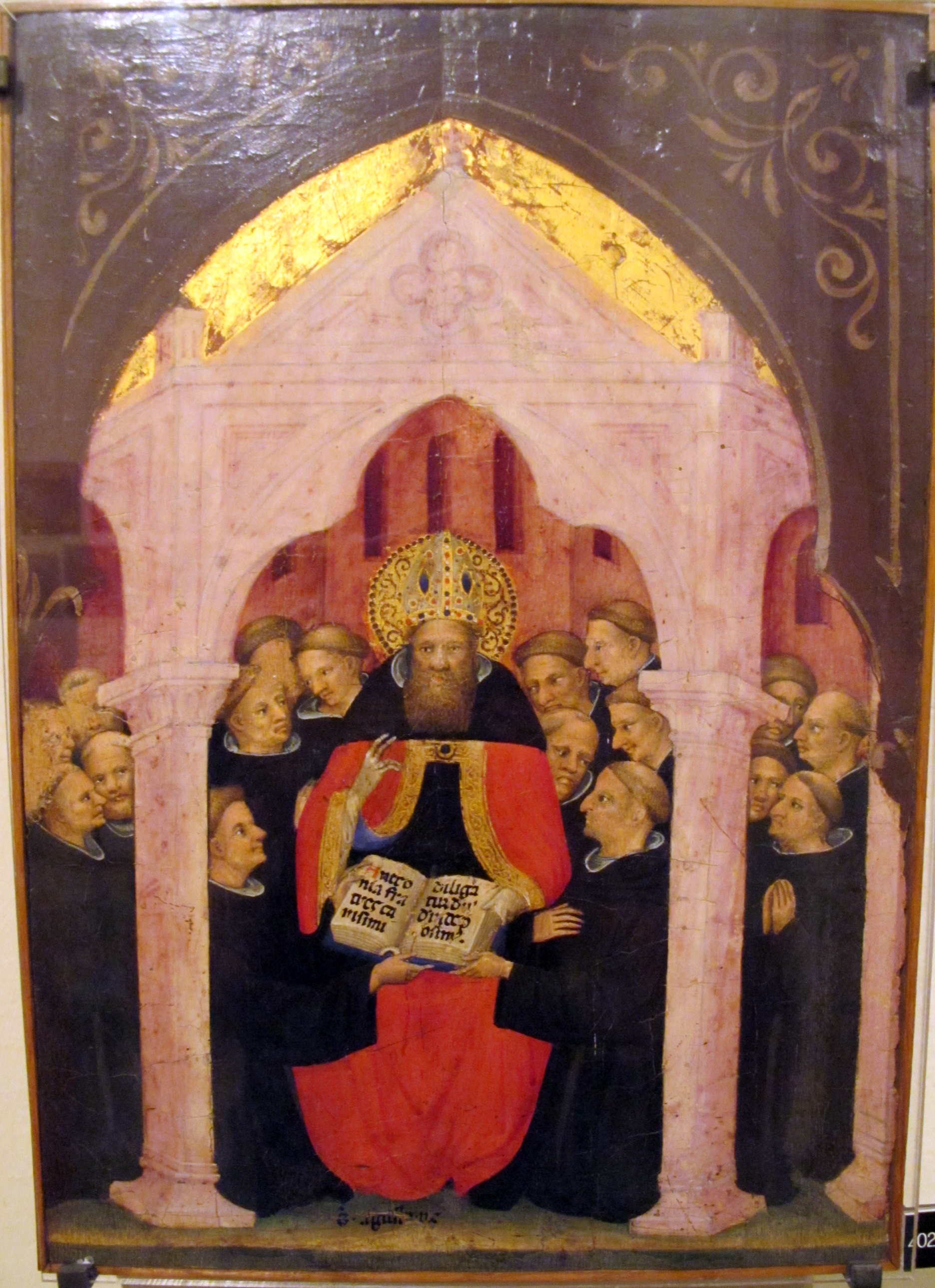
Vatican

Le retable démembré, les morceaux détachés sont éparpillés dans différents musées français et étrangers ; celui-ci est acquis par dation en 2008 au musée du Louvre qui le transmet  ensuite au musée de Lyon en 2009.

## Sujet
Dans ses Confessions saint Augustin  raconte sa rencontre avec son ami Alypius pour une partie d'échecs pendant laquelle le chrétien Ponticianus leur lit un passage de la vie de saint Antoine, une lecture qui participa à la conversion de saint Augustin au christianisme.

## Description
Les joueurs sont placés à la gauche de la composition, reconnaissables à des inscriptions placés près de leur tête : Alypius, vêtu de vert, est assis à gauche au premier plan, Antoine, jouant les blancs, auréolé, vêtu de rouge, est debout derrière la table portant l'échiquier ; Ponticianus, marqué de son nom également est placé assis à la droite de la table et vêtu de bleu, il tient de sa main droite un livre ouvert sur la table ; tous portent un bonnet de la couleur de leur habit.
L'espace est architecturé avec les personnages et la table placés sur une estrade et des assises ; un carrelage est visible sous les pieds des protagonistes du premier plan ; au fond la pièce est délimitée par deux murs latéraux fuyants et un mur de fond vu de face, tous portant des ouvertures, et le plafond à poutres visible est détaillé.

## Analyse
La dorure présente sur l'auréole, les couleurs symboliques (rouge pour la Passion, vert de l'Espérance, bleu de l'Humanité) témoignent du goût gothique comme le choix des costumes du temps du peintre et non des protagonistes.
Si la perspective géométrique à point de fuite central est affirmée par les fuyantes architecturales de la pièce, celle du carrelage qui s'égare du sol à l'estrade semble bien aléatoire. Encore plus celle de l'échiquier par ses fuyantes inversées concourant vers un point proche de la gauche du spectateur, mais plus qu'un maladresse, il faudrait invoquer la perspective inversée, plus symbolique encore bien en vigueur dans les styles gothique et le byzantin, encore pratiquée malgré l'apparition des principes plus géométriques des innovations florentines d'alors.